# Kismet (sång)
Kismet är en låt med de bulgariska artisterna Elitsa Todorova och Stojan Jankoulov.

## Eurovision
Vid en nationell final den 3 mars 2013 blev det klart att låten skulle komma att vara Bulgariens bidrag i Eurovision Song Contest 2013.
Den 11 mars meddelade dock det bulgariska nationella TV-bolaget att man i samråd med låtens sångare bytt ut låten mot låten "Samo sjampioni" istället, en låt som fanns som alternativ till "Kismet" vid den nationella finalen. I finalen blev "Kismet" tittarnas val medan juryn föredrog "Samo sjampioni". Därmed blir det den bulgariska juryns låtval som får tävla i Eurovision Song Contest.